# Jack Broughton
John (Jack) Broughton, född 1704 och avliden 8 januari 1789, var engelsk boxare, kallad "boxningssportens fader".
Broughton var prisboxare och blev mästare 1738 efter vinst över George Taylor och behöll titeln till 1750 då han förlorade till Jack Slack efter att ha blivit förblindad av blod efter slag mot ögonen. Efter förlusten tävlingsboxades han ej mer och han ändrade sin populära boxningsarena till amfiteater med kulturell inriktning och respekterad antikhandel vid Tottenham Court Road i London. Han dog vid 85 års ålder och hedrades både som kulturpersonlighet och för sina insatser för engelsk boxning med gravsättning i Westminster Abbey. Broughton har benämnts såväl som "The Father of the English School of Boxing" och "The Father of the Science of the Art of Self-Defense". År 1990 installerades Broughton i International Boxing Hall of Fame.

## Boxningsmetod och stil
Broughton insåg mer än någon före honom betydelsen av att bedöma sin motståndare och anpassa sin strategi och taktik för att dels skydda sina egna svaga sidor och dels utnyttja motståndarens. Hans stil byggde också på insikten, att väl placerade tunga slag var effektivare än flera jabbande.

## "Broughton´s code"
Boxaren George Stevenson avled av skadorna han ådrog sig i en match mot Broughton 1741 och två år senare offentliggjordes den 16 augusti 1743 "Broughton´s code", som kom att gälla som boxningsregler till 1838, då de ersattes av "London Prize Ring Rules". Broughton´s code stipulerade bland annat förbud att slå den som blivit golvad, vidare att den som blivit golvad skulle ha en halv minut på sig att resa sig upp liksom att endast kombattanterna och deras sekundanter fick befinna sig i ringen. Broughton utvecklade även så kallade "mufflers", en sorts föregångare till nutidens boxningshandskar, som skulle användas vid tränings- och uppvisningsmatcher.